# Zignoëlla obliqua
Zignoëlla obliqua är en svampart som tillhör divisionen sporsäcksvampar, och som beskrevs av Romell. Zignoëlla obliqua ingår i släktet Chaetosphaeria, och familjen Chaetosphaeriaceae. Arten är reproducerande i Sverige.